# Parc national de Sjeverni Velebit

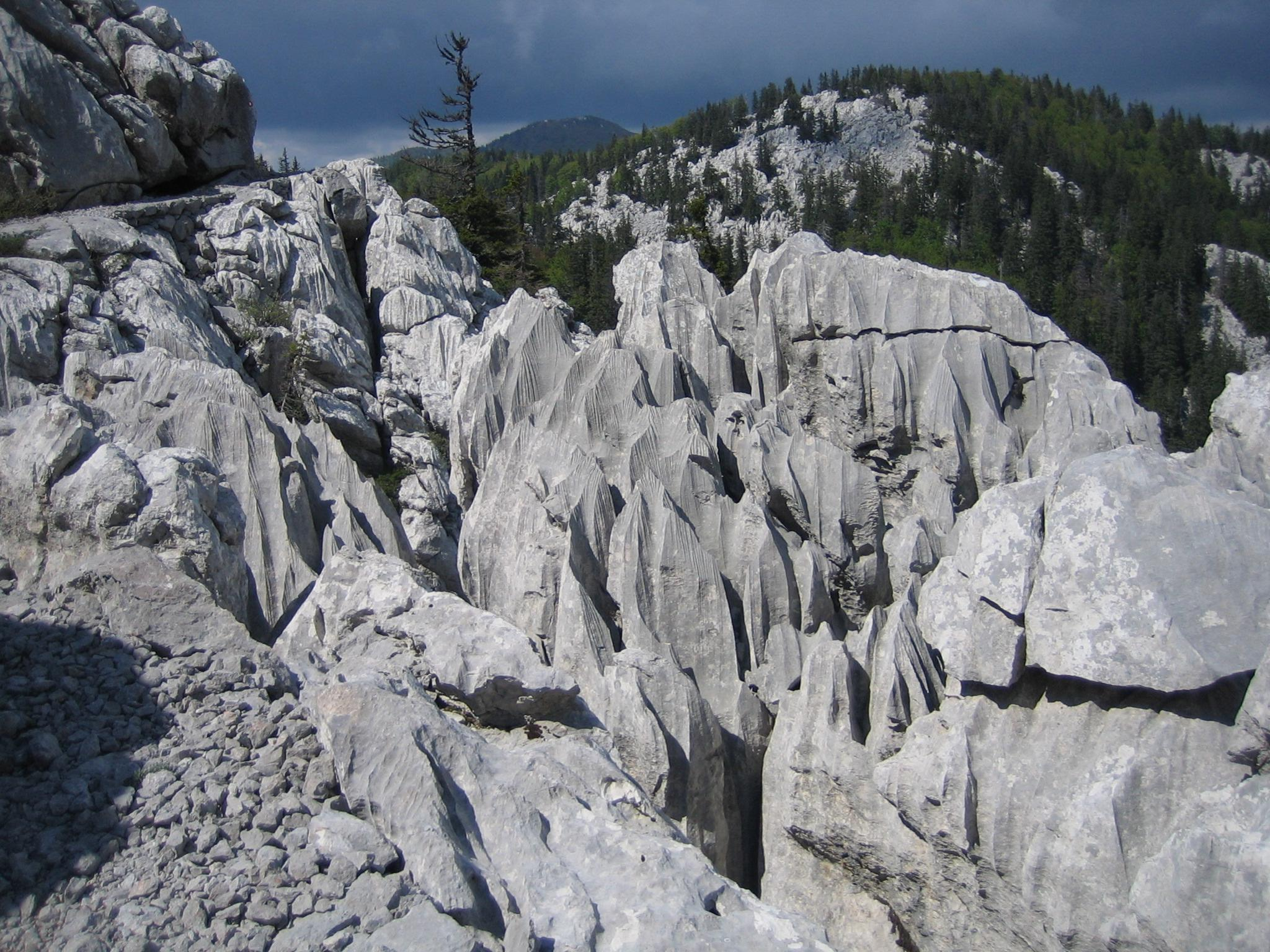
Paysage du parc national.

Le parc national de Sjeverni Velebit ou parc national du Nord Velebit, créé en 1999, est le plus récent parc national de Croatie. La zone a été choisie grâce à sa géologie particulière et la richesse de sa biodiversité. Le parc forme avec le parc national de Paklenica et le parc naturel du Velebit (sv) la réserve de biosphère du massif du Velebit reconnue par l'Unesco en 1977. Le parc est également un site d'importance communautaire depuis 2013.

## Géographie
Le parc est situé en Croatie au sud de la grande ville de Senj et à l’est de la plus petite localité de Starigrad.
Le parc a une superficie de 109 km2 et est localisé dans la partie septentrionale du massif montagneux du Velebit qui appartient aux Alpes dinariques. Le reste du massif fait partie d’un énorme parc naturel mais dont les règles de protection sont moins contraignantes. Au sud de ce massif se trouve également le parc national de Paklenica.
Le parc englobe le mont Zavižan qui culmine à 1 676 mètres et qui accueille la plus haute station météorologique de Croatie.

### Géologie
Les roches constituant les montagnes du parc sont des roches sédimentaires et calcaires ce qui favorise la présence de nombreux phénomènes karstiques. La genèse de la montagne remonte à environ 200 millions d’années. Les sédiments calcaires s’étaient accumulés au fond d’une mer avant que le mouvement des plaques tectoniques ne les soulève durant des millions d’années pour former finalement les montagnes de la chaîne des Alpes dinariques. Les eaux pluviales ont en même temps façonnés les roches en y créant des grottes et en leur donnant des formes particulières. On a ainsi découvert dans la zone plus de 150 puits naturels. Les eaux redéposent dans les grottes le calcaire accumulé sous forme de stalactites et de stalagmites. Du sommet des montagnes du parc, il est possible d’apercevoir la mer Adriatique et ses nombreuses îles comme celle de Krk.
Les précipitations moyennes annuelles dans la région sont de l’ordre de 2 600 mm. Les eaux parcourent des trajets très complexes en sous-sol et de nombreuses sources sont présentes en de nombreux endroits.

## Faune et flore
Le parc abrite un jardin botanique fondé en 1967 par le professeur Fran Kušan. Parmi les espèces endémiques à la région se trouve la Sibiraea altaiensis ssp. Croatica et la degenia velebitica,.
Les montagnes accueillent un nombre très importants de plantes. On a recensé plus de 2500 espèces de plantes dans le massif du Velebit dont environ 1500 sont présentes dans le parc. On y trouve un mélange de plantes méditerranéennes et de plantes alpines.
La forêt à l’ouest du parc est composée de chênes (Quercus pubescent, Quercus petraea, Quercus petraea et Querco-Carpinetum orientalis). Cette forêt a été longtemps exploitée et est aujourd’hui dégradée par rapport à sa forme originelle. La forêt permet de préserver le sol de l’érosion. On trouve également des érables (Acer opalus et Acer platanoides). En remontant en altitude vers l’est, la forêt voit apparaître le hêtre (association végétale Fagetum montanum), le pin noir (association végétale Pinetum nigrae submediterranum). A plus haute altitude et plus à l’est encore, la forêt voit apparaître le hêtre Fagus sylvatica (association végétale Fagetum sylvatica), des Épicéas, des pins nains (association végétale Pinetum mughi illyricum) et des sapins.
De nombreuses zones sont également couvertes de graminées et de rochers. Les plantes présentes sont par exemple la Silène (Silene multicaulis), le thym (Thymus balcanus), et l’Alchémille commune (Alchemilla vulgaris). En altitude, on trouve la fétuque rouge Festuca rubra, la brunelle commune (Prunella vulgaris), le brome dressé (Bromus erectus), le trèfle de montagne (Trifolium montanum), la koelérie à crêtes (Koeleria pyramidata) et l’épervière Hieracium bauhinii.
Parmi les animaux présents, on trouve l’ours brun (Ursus Arctos), le lynx (Lynx lynx), le loup (Canis lupus) et le chat sauvage (Felis sylvestris). Le lézard Iberolacerta horvathi est une espèce endémique du nord des Alpes dinariques. Le chamois (Rupicapra rupicapra) a été introduit dans la région à la fin du XXe siècle. On trouve également d’autres herbivores comme le chevreuil (Capreolus capreolus), le Cerf élaphe (Cervus elaphus) et le lièvre d’Europe (Lepus europaeus). On a recensé plus de 180 espèces d’oiseaux dans le massif du Velebit. Un des symboles du parc est le Grand Tétras (Tetrao urogallus). On trouve également des espèces cavernicoles endémiques comme le  Croatobranchus mestrovii .

## Tourisme
Le parc est sillonné par de nombreux sentiers de randonnées, mais à l'intérieur du parc, il est interdit de traverser la réserve totale des crêtes de Hajdučki et Rožanski, à l'exception du sentier de Premužić. Elle est réservée aux chercheurs munis d’autorisations officielles. Dans le passé, la zone était uniquement habitée par des éleveurs de moutons et de vaches. Des vestiges de leurs habitations sont protégés à l’intérieur du parc.

## Galerie

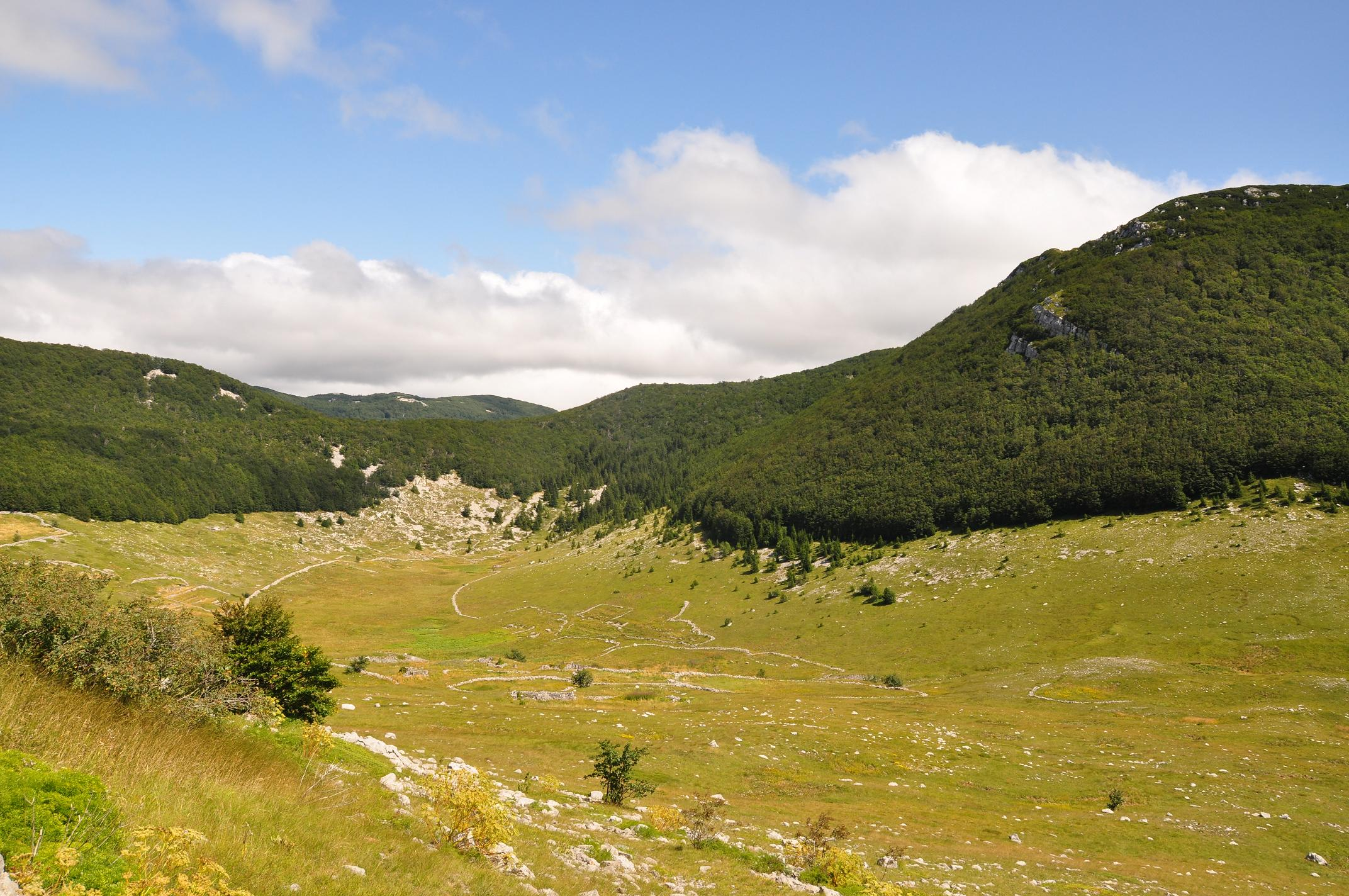
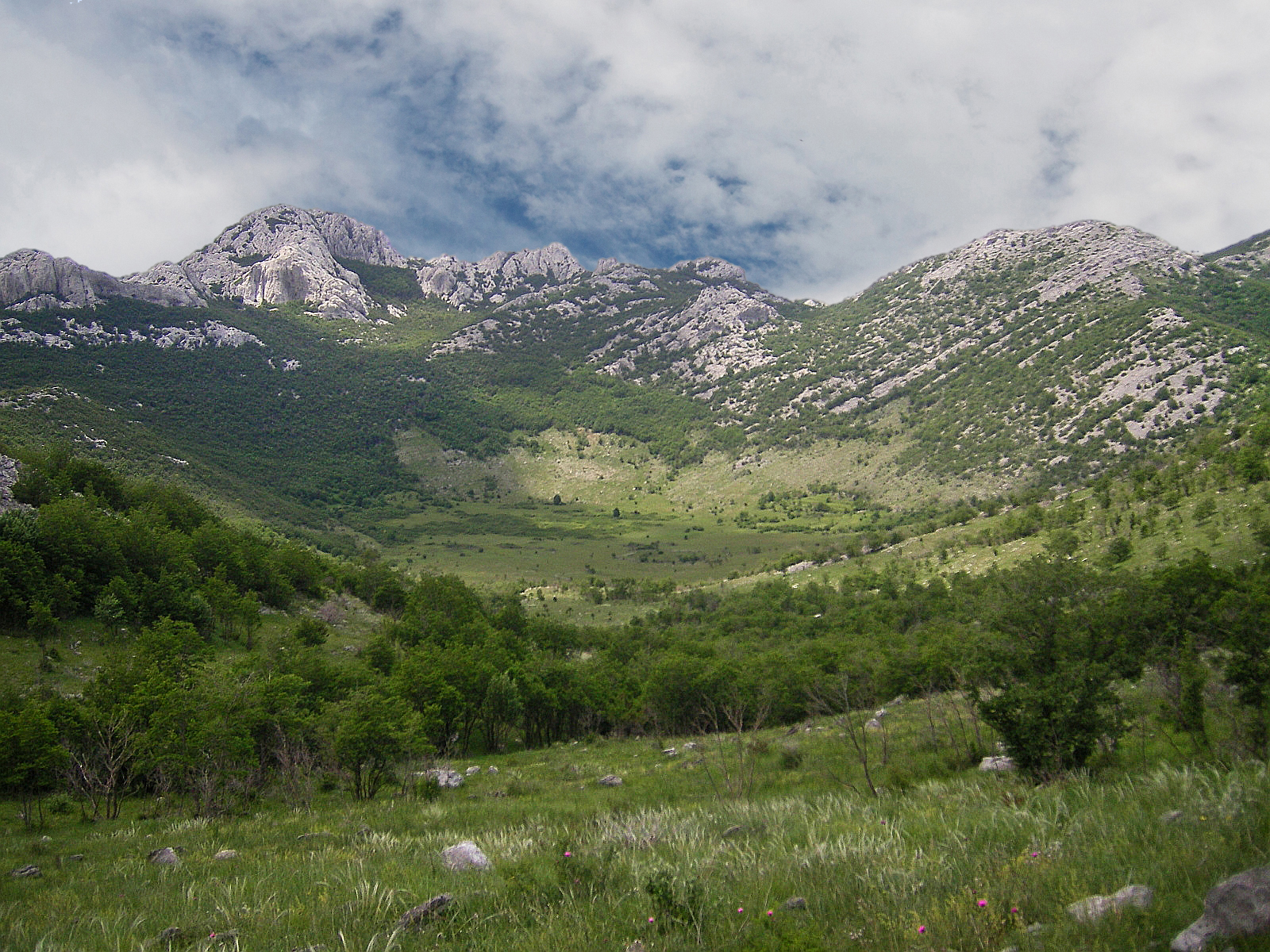
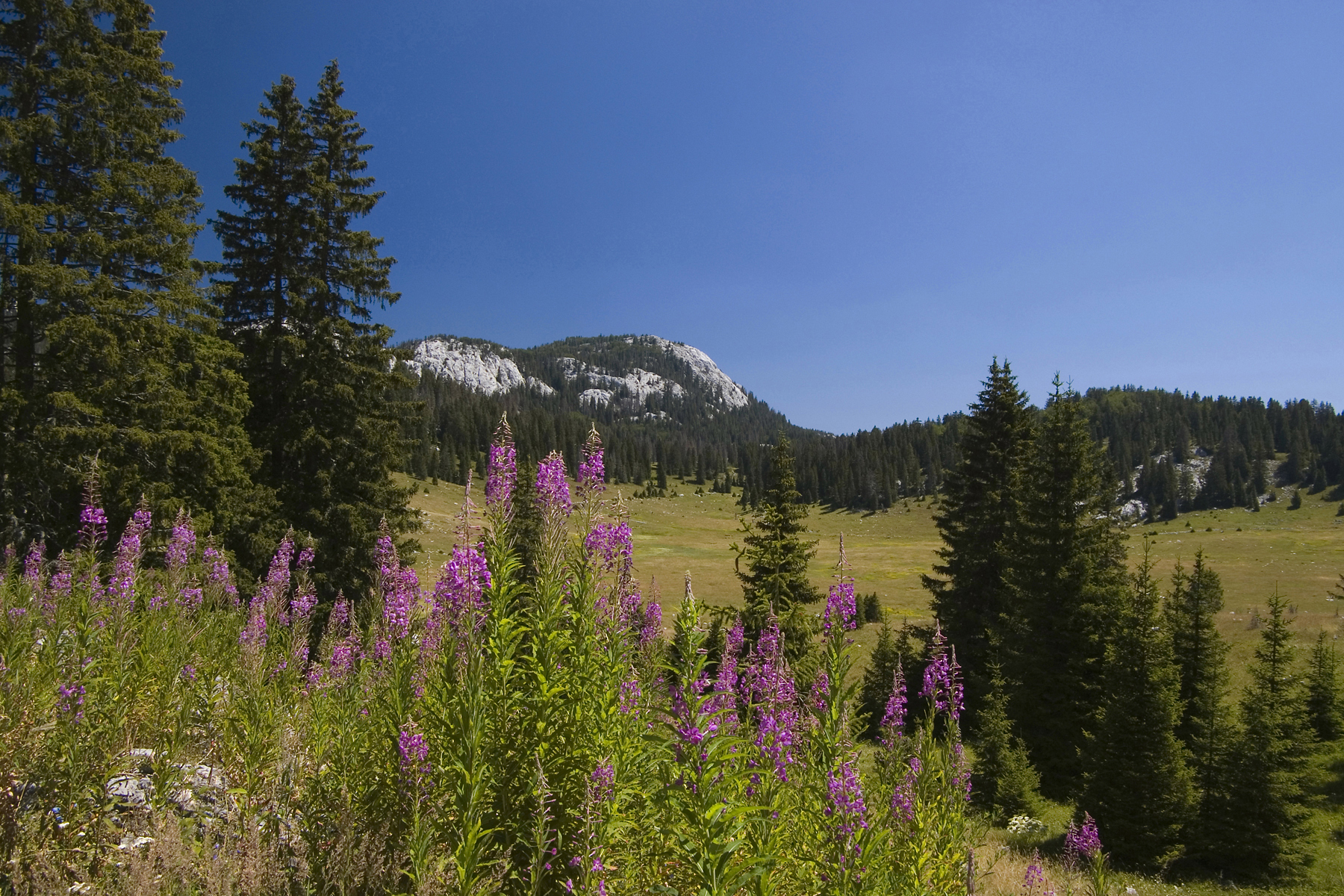
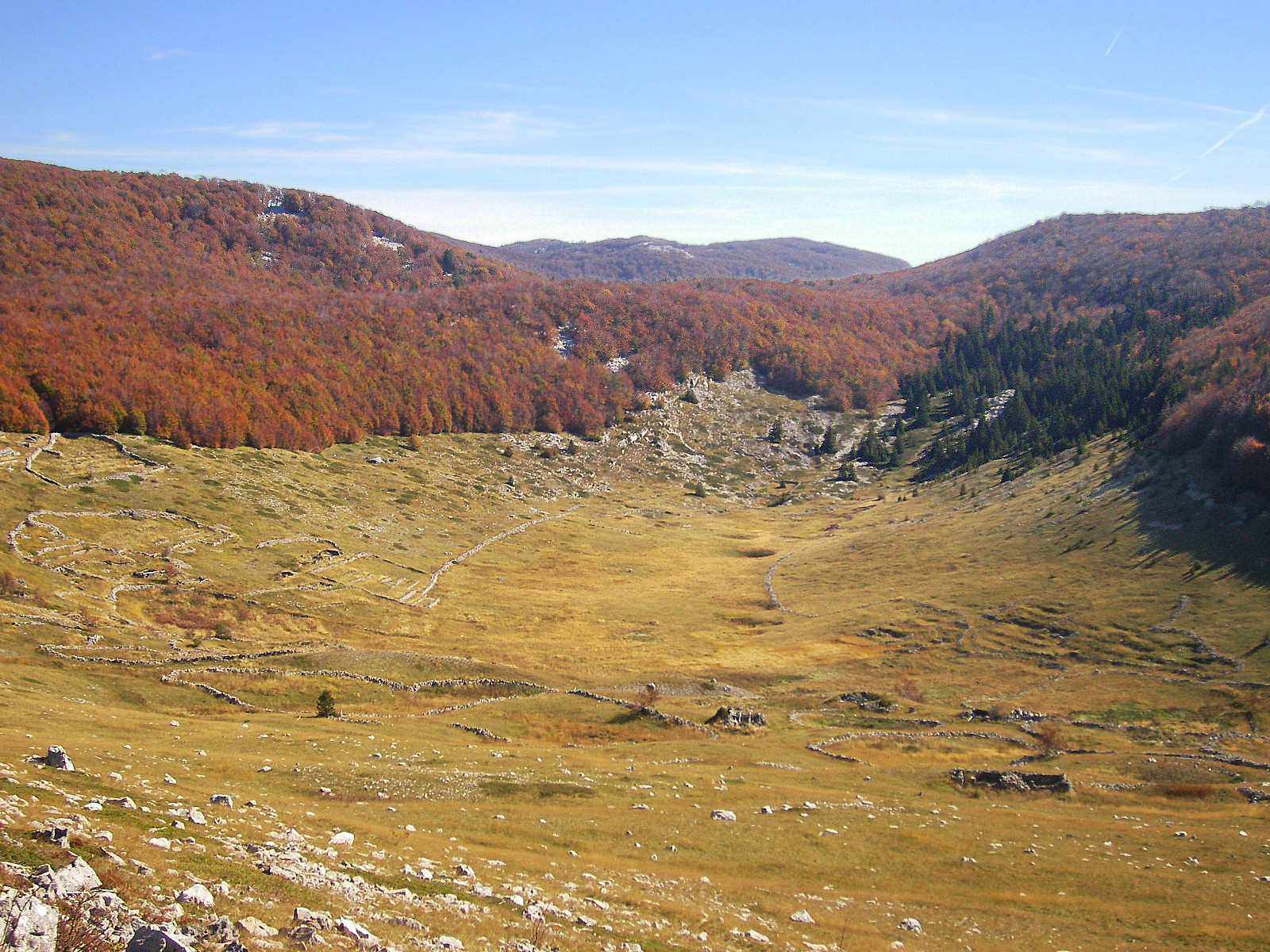
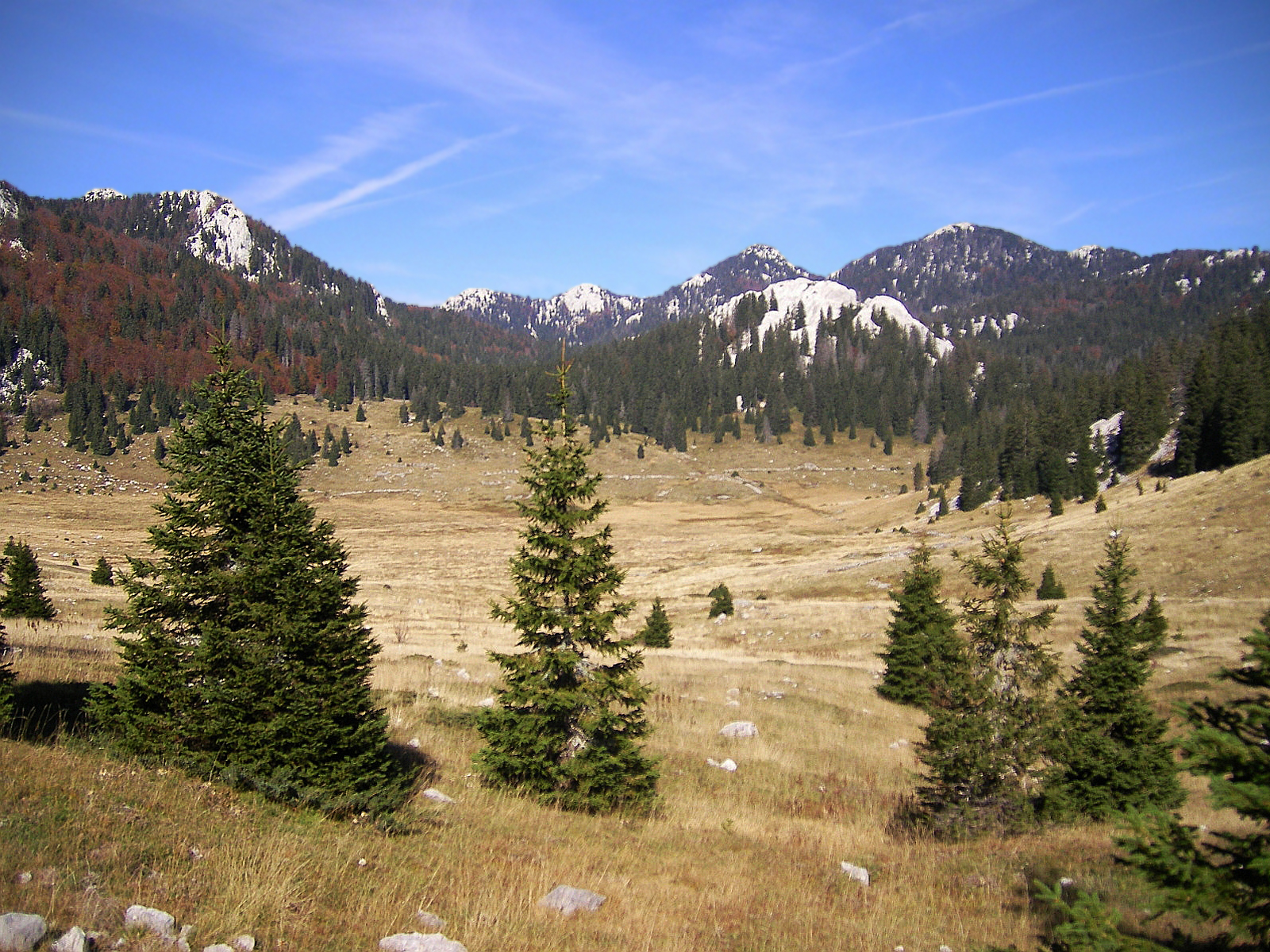
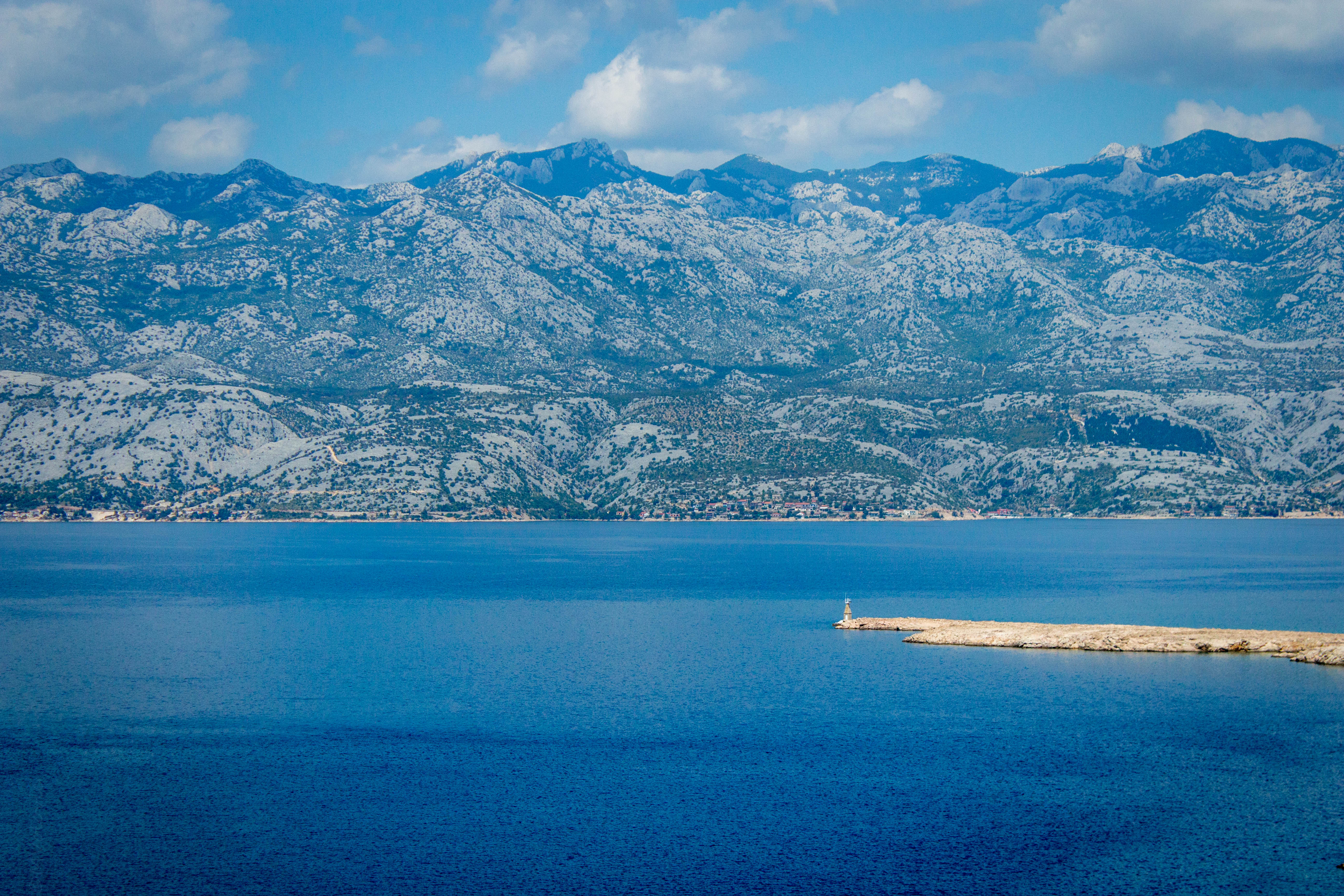
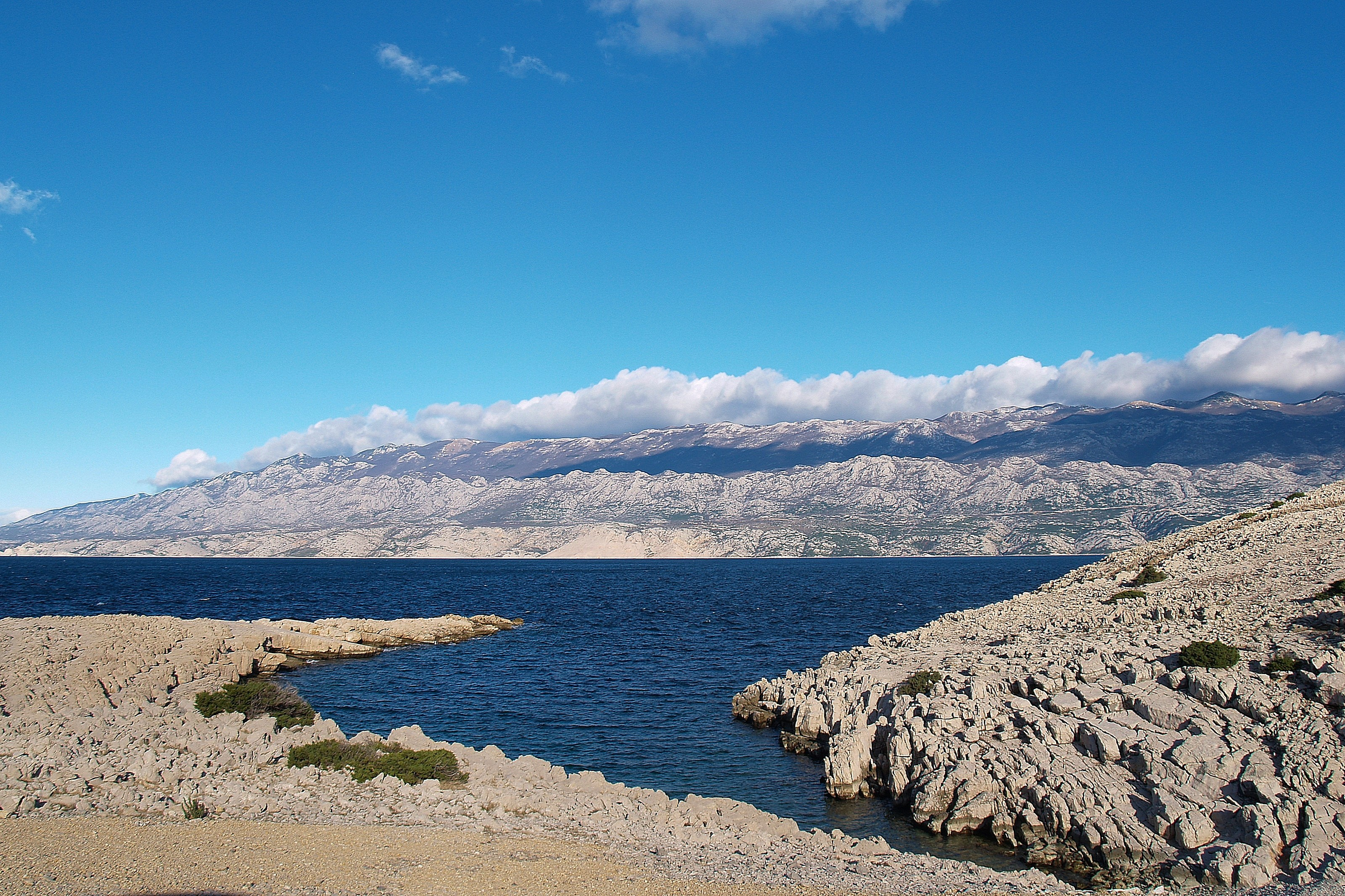
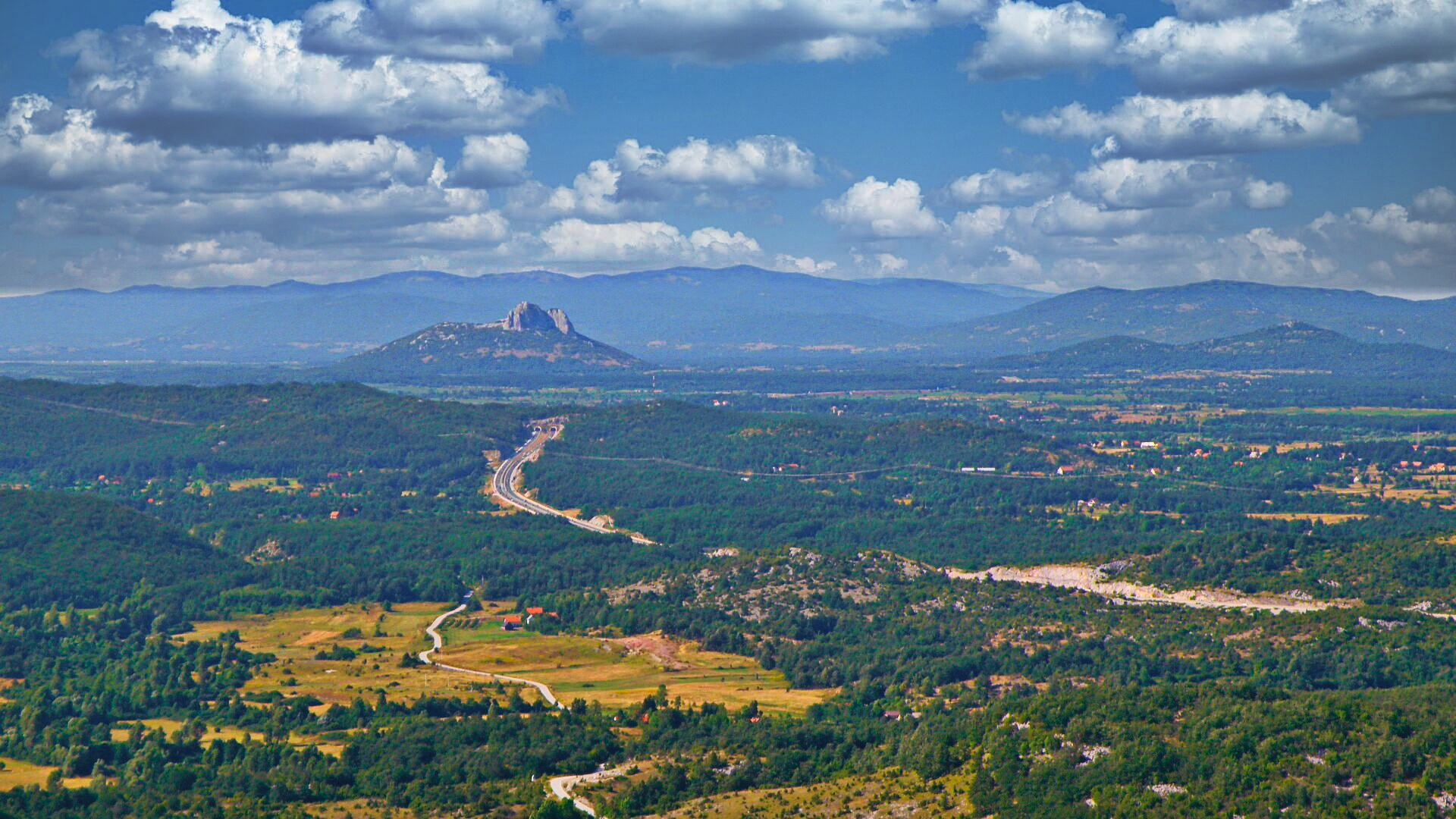